# Dolný Lieskov
Dolný Lieskov (em húngaro: Alsómogyoród) é um município da Eslováquia, situado no distrito de Považská Bystrica, na região de Trenčín. Tem 16,47 km² de área e sua população em 2018 foi estimada em 813 habitantes.

## Demografia
| Ano:        | 1994 | 2004   | 2014   | 2024   |
| ----------- | ---- | ------ | ------ | ------ |
| Broj ljudi: | 726  | 773    | 819    | 793    |
| Razlika:    |      | +6,47% | +5,95% | -3,17% |

| Ano:               | 2023 | 2024   |
| ------------------ | ---- | ------ |
| Número de pessoas: | 809  | 793    |
| Diferença:         |      | -1,97% |